# Georg Andreas Sorge
Georg Andreas Sorge (ur. 21 marca 1703 w Mellenbach, zm. 4 kwietnia 1778 w Lobenstein) – niemiecki teoretyk muzyki, organista i kompozytor.

## Życiorys
Uczył się w rodzinnym Mellenbach u miejscowego kantora, Nicolasa Waltera, oraz jego zastępcy, Caspara Tischera. W 1714 roku wyjechał wraz z Tischerem do Schney, gdzie kontynuował edukację. W 1716 roku wrócił do Mellenbach, gdzie został uczniem pastora Johanna Wintzerna. Początkowo był prywatnym nauczycielem w Burg (Vogtland), w wieku 19 lat otrzymał natomiast angaż jako organista na dworze w Lobenstein, gdzie pozostał do końca życia. W 1747 roku został wybrany na członka Societät der Musikalischen Wissenschaften w Lipsku.

## Twórczość
Za życia ceniony jako autorytet w dziedzinie budowy organów, pedagog i kompozytor, pisał cieszące się w swoim czasie dużą popularnością utwory przeznaczone na instrumenty klawiszowe. Współcześnie podkreśla się przede wszystkim jego znaczenie jako teoretyka. Zajmował się problemem temperacji stroju, pisał też traktaty poświęcone harmonii, polemizując z poglądami Jeana-Philippe’a Rameau, którego koncepcje znał jednak tylko z prac Friedricha Wilhelma Marpurga, a nie bezpośrednio. Niezależnie od Jeana-Baptiste’a Romieu i Giuseppe Tartiniego i wcześniej od nich odkrył i opisał tzw. tony kombinacyjne.

## Prace
(na podstawie materiałów źródłowych)

- Genealogia allegorica intervallorum octavae diatonochromaticae (Hof 1741)
- Anweisung zur Stimmung und Temperatur sowohl der Orgelwerke, als auch anderer Instrumente, sonderlich aber des Claviers (Hamburg 1744)
- Vorgemach der musicalischen Composition oder: Ausführliche, ordentliche und vor heutige Praxin hinlängliche Anweisung zum General-Baß (Lobenstein 1745–1747)
- Gespräch zwischen einem Musico theoretico und einem Studioso Musices von der Prätorianischen, Printzischen Werkmeisterischen, Neidhardtischen, und Silbermannischen Temperatur, wie auch von dem neuen Systemate Herrn Capellmeister Telemanns zur Beförderung reiner Harmonie (Lobenstein 1748)
- Ausführliche und deutliche Anweisung zur Rational-Rechnung, und der damit verknüpfften Ausmessung und Abtheilung des Monochords (Lobenstein 1749)
- Gründliche Untersuchung ob die... Schroeterischen Clavier-Temperaturen für gleichschwebend passieren können oder nicht (Lobenstein 1754)
- Ausweichungs-Tabellen in welchen auf vierfache Art gezeiget wird wie eine jede Tonart in ihre Neben-Tonarten ausweichen könne (Norymberga 1753)
- Georg A. Sorgens-...zuverlässige Anweisung Claviere und Orgeln behörig zu temperiren und zu stimmen (Lipsk-Lobenstein 1758)
- Compendium harmonicum oder Kurzer Begriff der Lehre von der Harmonie (Lobenstein 1760)
- Die geheim gehaltene Kunst von Mensuration von Orgel-Pfeiffen (ok. 1760, rękopis; faksymile opublikowane w Bibliotheca Organologica, XXIII, Busen 1977)
- Kurze Erklärung des Canonis Harmonici (Lobenstein 1763)
- Anleitung zur Fantasie oder: Zu der schönen Kunst das Clavier wie auch andere Instrumente aus dem Kopfe zu spielen (Lobenstein 1767)
- Bei der Einweihung... über die Natur des Orgel-Klangs (Hof 1771)
- Der in der Rechen-und Messkunst wohlerfahrne Orgelbaumeister (Lobenstein 1773)
- Die Melodie aus der Harmonie... her geleitet (rękopis)